# Егорова, Екатерина Владимировна
Екатери́на Влади́мировна Его́рова (род. 21 февраля 1956, Москва) — российский политолог, психолог. Доктор политических наук, кандидат психологических наук. Дочь политолога, доктора исторических наук В. И. Гантмана (1925—1988).

## Образование
Окончила факультет психологии МГУ им. М. В. Ломоносова в 1978 году, затем аспирантуру Института психологии АН СССР. С 1981 года — кандидат психологических наук (тема диссертации: «Психологические исследования принятия внешнеполитических решений в международных кризисных ситуациях»). С 1993 года — доктор политических наук (тема диссертации: «Личностный фактор во внешней политике США в 60-90-е годы»).

## Профессиональная деятельность
В 1981—1996 годах работала в Институте США и Канады РАН. Научный сотрудник, с 1993 года — руководитель сектора политической психологии. С 1981 года занимается политической психологией лидеров зарубежных стран.
С 1992 года — председатель Совета учредителей Центра политического консультирования «Никколо М», директор по психологии и политической рекламе. Президент ЦПК «Никколо М».
На президентских выборах 1996 года была личным консультантом по имиджу Бориса Ельцина. Участвовала во всех парламентских избирательных кампаниях в России, начиная с 1989 года. Консультирует российских и зарубежных политических лидеров: президентов, губернаторов, мэров, депутатов парламента, лидеров партий.
В 1999 и 2004 годах — лауреат Национальной премии в области развития связей с общественностью «Серебряный Лучник» в номинации «Лучшая работа по теории PR».
В 2008—2011 годах была профессором Высшей школы экономики, где заведовала кафедрой теории и практики рекламы, преподавала курс «Политическая реклама».
Член международных профессиональных ассоциаций: IAAP (International Association of Applied Psychology), IPRA (International Public Relations Association), Counselors Academy, PRSA (Public Relations Society of America), AAPC (American Association of Political Consultants).

## Публикации
Автор и соавтор более 100 публикаций. Среди них наиболее важные монографии:
- США в международных кризисах. М., 1988.
- Психологические методики исследования личности политических лидеров. М., 1988.
- Политиками не рождаются: как стать и остаться эффективным политическим лидером. М., 1993.
- Имидж лидера. М., 1994.
- Как делать имидж политика. М., 1995.
- Политический консультант в российских избирательных кампаниях. М, 1995.
- Политическое консультирование. М., 1999.
- Политическая реклама. М., 2002.
- Игры в солдатики. Политическая психология президентов. М., 2003.